# شنقل (شهرستان نوکث)
شنقل (به لاتین: Shankol) یک روستا در قرقیزستان است که در شهرستان نوکث واقع شده‌است. شنقل ۴٬۰۷۰ نفر جمعیت دارد و ۱٬۴۵۵ متر بالاتر از سطح دریا واقع شده‌است.